# Rubus pseudincisior
Rubus pseudincisior es una especie de planta del género Rubus, perteneciente a la familia Rosaceae.

## Taxonomía
Rubus pseudincisior fue descrita por H. E. Weber en 1991.

## Distribución
Se encuentra en el territorio de Alemania.